# Dan Lilker
Dan Lilker (ur. 18 października 1964 w Nowym Jorku) – amerykański muzyk, kompozytor, wokalista i multiinstrumentalista, znany głównie jako basista. 
Dan Lilker znany jest przede wszystkim z występów w thrashmetalowej grupie muzycznej Nuclear Assault, w której występuje z przerwami od 1984. Zagrał również na pierwszym albumie Anthrax Fistful of Metal. W 1989 był współproducentem albumu Purity Dilution zespołu Defecation. Występował w grupach Overlord Exterminator, Venomous Concept i NunFuckRitual, a także Exit-13, Crucifist, Brutal Truth, Extra Hot Sauce, Harter Attack, Hemlock, Redrum, The Ravenous, Holy Moses oraz Stormtroopers of Death. Jako muzyk koncertowy współpracował z zespołami Lock Up, Autopsy i Dark Angel.

## Wybrana dyskografia
- Anthrax - Fistful of Metal (1984, Megaforce Records)
- Stormtroopers Of Death - Speak English or Die (1985, Megaforce Records)
- Nuclear Assault - Game Over (1986, Combat Records)
- Nuclear Assault - Survive (1988, I.R.S. Records)
- Nuclear Assault - Handle with Care (1989, In-Effect)
- Brutal Truth - Extreme Conditions Demand Extreme Responses (1992, Earache Records)
- Nuclear Assault - Something Wicked (1993, I.R.S. Records)
- Brutal Truth - Need to Control (1994, Earache Records)
- Brutal Truth - Kill Trend Suicide (1996, Relapse Records)
- Brutal Truth - Sounds of the Animal Kingdom (1997, Relapse Records)
- Stormtroopers Of Death - Bigger Than the Devil (1999, Nuclear Blast)
- The Ravenous - Assembled in Blasphemy (2000, Hammerheart Records)
- The Ravenous - Three on a Meathook (EP, 2002, Red Stream, Inc.)
- The Ravenous - Blood Delerium (2004, Red Stream, Inc.)
- Nuclear Assault - Third World Genocide (2005, Screaming Ferret Wreckords)
- Stormtroopers Of Death - Rise of the Infidels (2007, Megaforce Records)
- Brutal Truth - Evolution Through Revolution (2009, Relapse Records)
- Brutal Truth - End Time (2011, Relapse Records)

## Filmografia
- Death Metal: A Documentary (2003, film dokumentalny, reżyseria: Bill Zebub)